# Verte Aile (cortometraje)
Verte Aile es un cortometraje de treinta minutos, mudo con musicalización, estrenado el 3 de septiembre de 1997 en formato VHS.
El rodaje duró dos meses y se hizo con motivo del inicio del proyecto de 2 años realizado por la banda japonesa Visual kei Malice Mizer "merveilles".

## Sinopsis
Gackt, noble francés, debe asumir la muerte de su amada. A pesar de ello, llevan una vida feliz de pareja junto a su cuñado, hasta la muerte de su amada Judith.  

## Desarrollo
La película comienza con el título «Verte Aile Bel Air», de fondo una escena confusa se desarrolla, es la imagen de una pesadilla que está experimentando un hombre (Gackt Camui), en ella se ven las escenas finales del cortometraje, él y una mujer (Judith) en un terreno baldío, ella ya ha muerto y Gackt la sostiene entre sus brazos. Gackt despierta de su pesadilla y se levanta de sus aposentos en los que descansa con Judith, se sienta en la butaca de su piano a observar por la ventana. Seguido a esto Gackt sale a montar a caballo, Judith se despierta e intenta alcanzarlo antes de que se marchara, pero no lo logró. 
Gackt aparece en una taberna, luce triste y melancólico, por un momento se acerca a él una prostituta de hermosos ropajes azules (Mana) y le acaricia el hombro, luego aparece el misterioso hombre de la manta negra que se encuentra leyendo el libro de merveilles en la misma cantina. 
Entra una mucama (Mana) con varios sombreros elegantes en sus manos, Judith se encuentra frente al espejo y a su lado se encuentra Gackt. Ella se prueba cada uno de los sombreros y Gackt la observa luego se prueba uno blanco y sonríe mirando a Gackt.
La feliz pareja camina por el bosque, cruza un riachuelo y el paseo concluye con una escena romántica donde ambos descansan bajo un árbol mientras hablan entre sí y se acarician con flores. 
La feliz pareja visita una villa, caminan por sus calles y en un momento dado aparece el misterioso hombre de la manta negra Gackt se tropieza con el hombre que camina apurado y cojo, un noble (Kami) observa lo sucedido.
La pareja entra al despacho de un adivino (Közi), quien le entrega una daga a Gackt para que le dé un poco de sangre de Judith, ella observa asustada, un cuervo negro se sacude mientras Gackt corta la piel de un dedo de Judith, terminando la tarea, gotas de sangre se derraman en una taza de vidrio que Gackt le entrega al adivino, este toca la sangre con su dedo índice y hace un pequeño punto con la sangre en 3 puntas de un hexagrama, luego coloca cuidadosamente 6 cartas, 5 de ellas son buenas pero en la sexta aparece la figura de la muerte, en la parte superior el número XIII y en la parte inferior la leyenda «Dead». La pareja se observa con miradas de miedo y tristeza. 
Aparece Judith en sus aposentos, observa por la venta desconsolada y luce cansada y demacrada, luego entra la mucama con una merienda en un coche de servicio, la mucama, por servir el té se detiene después de que Judith le pidiera que no lo hiciera, la mucama obedece y retira el coche y lo deja a los pies de la cama, luego se retira de los aposentos. 
El hombre noble y Gackt están practicando esgrima en el jardín del castillo Judith y su hermano (Yu~ki) observan contentos mientras toman el té, Gackt se lleva la victoria al hacer caer al noble, en un acto de honor lo ayuda a levantarse del suelo, se quita su careta, luce enfadado por su derrota, el hermano de Judith se acerca a Gackt y lo felicita, Judith corre feliz a los brazos de su amado mientras el noble observa con celos.
El misterioso hombre de la manta aparece sentado en una cama mientras lee el libro de merveilles, en un lugar oscuro y tenebroso, él parece leer en el libro la historia de la pareja.
Judith se encuentra descansando en sus aposentos. Su hermano entra y le acomoda las mantas, la mira con un gesto de amor fraternal, observa por la ventana con pesar por el triste final de su querida hermana y vuelve a observarla, esta vez con tristeza.  
Un mimo (Közi) realiza su función en la sala del castillo, el noble Gackt Judith y su hermano se encuentran allí, la mucama les sirve bebidas mientras ellos prestan atención al mimo con caras de alegría, el mimo retira su máscara y comienza un acto dramático y suicida. 
Judith se encuentra en sus aposentos, al parecer agoniza. Entra Yu~ki y se percata de lo que sucede, de inmediato sale apresurado a buscar a Gackt, se sube a un caballo y cabalga apresuradamente por el bosque.
El misterioso hombre de la manta negra entra a la taberna con el libro en la mano, las prostitutas lo miran con asombro detrás de él se encuentra la prostituta de los ropajes azules pero esta se aleja de él y se acerca a Gackt. Entra el noble, las prostitutas lo seducen pero él las ignora y aleja a la prostituta que le hace compañía a Gackt, luego saca una daga y corta las venas de su muñeca, Gackt observa sorprendido, luego entra el hermano de Judith con sus ropas desechas y múltiples cortes en su rostro. Parece cansado. Le dice a Gackt lo que le ocurre a Judith. Ambos salen apresurados de la taberna, Gackt se apresura y toma el caballo, y se aleja rápidamente cabalgando por el bosque mientras el hermano de Judith lo observa.
Gackt llega rápidamente al castillo, sube las escaleras, y abre las puertas de sus aposentos, pero se encuentra con la trágica escena de que Judith ya ha fallecido. Se acerca a su cuerpo ahora sin vida lentamente, se arrodilla la toca suavemente y mira al cielo desconsolado. 
De nuevo esta la pareja junta ahora en el llano terreno baldío Gackt mira con tristeza hacia el cielo mientras el cuerpo de Judith se encuentra en sus brazos. La acaricia y una brisa hace que los prados se agiten suavemente, un coro angelical y la melodía de una cajita musical en el audio de la escena.
El cortometraje finaliza con el PV del sencillo Bel Air.

## Reparto

### Reparto principal
- Gackt Camui - Protagonista.
- Judith Chancel - Protagonista.
- Mana - Mucama y prostituta.
- Közi - Adivino y mimo.
- Yu~ki - Hermano de Judith.
- Kami - Noble.

### Reparto secundario
- Vanessa Liautey - Prostituta.
- Claude Thouze - Prostituta.
- Judith Caen - Prostituta.
- Thomas Monreau - Caballero.
- Yu Nakai - Director y el misterioso hombre de la manta negra.